# Archives d'État autrichiennes

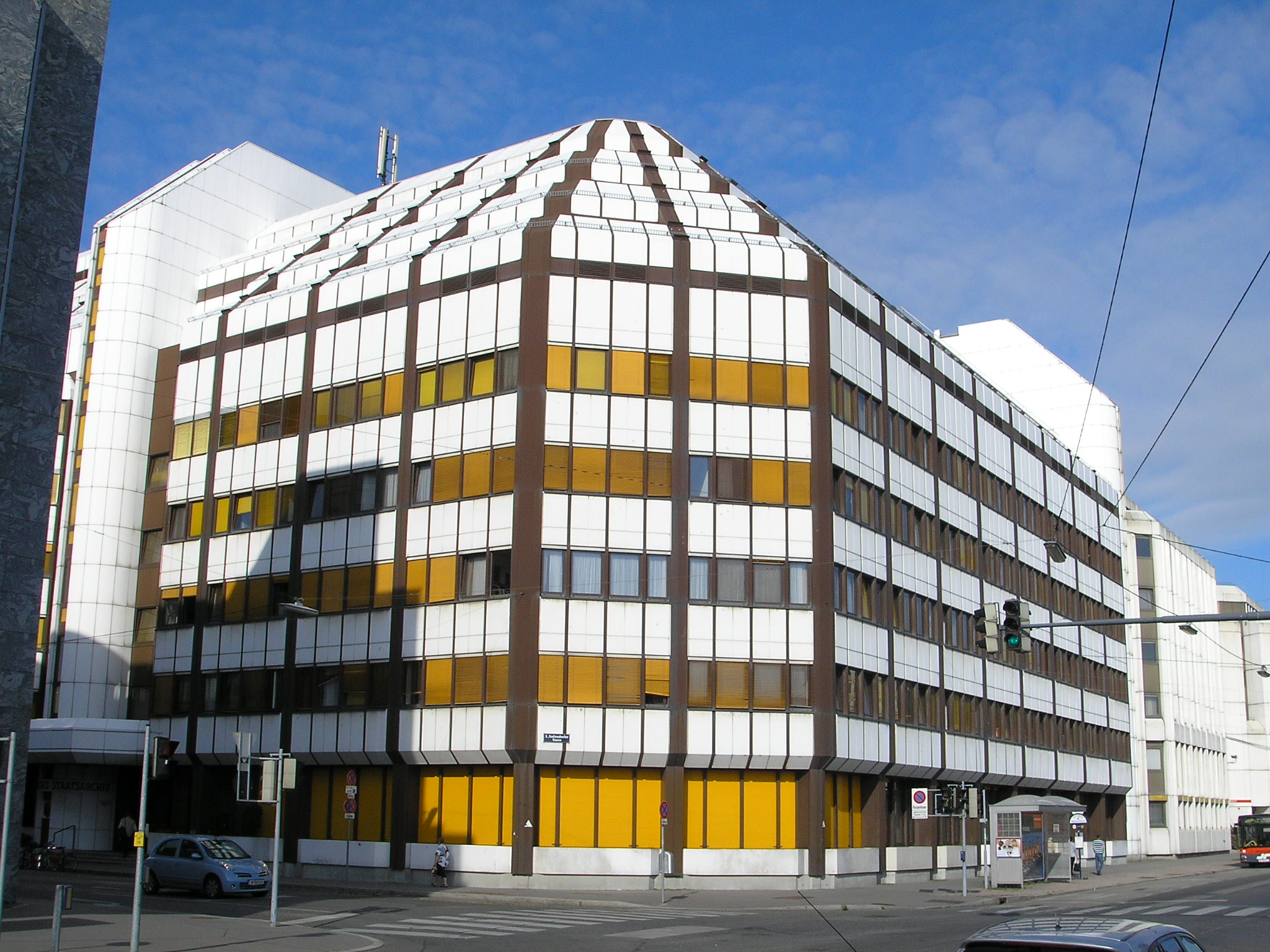
Le siège des Archives d’État autrichiennes à Vienne.

Les Archives d'État autrichiennes (en allemand : Österreichische Staatsarchiv) sont l'institution assurant la gestion des documents produits par l'administration centrale de l'Autriche. Elles abritent de très importants fonds liés au passé impérial de l'Autriche, les archives héritées de l'empire des Habsbourg  (1526–1918) et celles du Saint-Empire romain germanique (jusqu'en 1806). Au total, l'institution, basée dans la capitale du pays, Vienne, conserve plus de 177 000 mètres linéaires d'archives.
Bien que ces archives nationales n'aient été fondées qu'en 1945, elles reposent sur un substrat bien plus ancien. Les Archives de famille, de cour et d’État, qui forment aujourd'hui l'un des départements de l'institution ont été fondées en 1749. À l'époque de l'Empire austro-hongrois, puis à la fondation de la Première République, des tentatives ont été effectuées pour rassembler les archives des diverses administrations, mais sans succès. Cette centralisation a été pour la première fois effective durant l'Anschluss. En 1940 a été fondé le Reichsarchiv Wien. Puis après-guerre, les Archives d'État autrichiennes ont pris la suite.

## Organisation
Les Archives d'État autrichiennes sont une agence publique placée sous l'autorité de la chancellerie fédérale. Leur fonctionnement est régi par la Bundesarchivgesetz, un texte de loi portant sur l'organisation des archives promulgué en 2000. L'institution compte 126 employés.
Les Archives sont subdivisées en cinq grands départements, cette répartition reflète l'histoire de la constitution de cette institution.

### Archives générales de l'administration (Allgemeines Verwaltungsarchiv)
Archives de l'administration de la monarchie des Habsbourg, les plus anciennes datent du XVIe siècle. L'ensemble occupe 12 700 m de rayonnage.

### Archives de la République (Archiv der Republik)
Ce département a été fondé en 1983. On y a regroupé les archives produites par les différentes administrations fédérales de la République qui étaient auparavant conservées par les ministères. Ces structures versent désormais au département directement leurs archives. L'ensemble occupe un volume de 66 000 mètres linéaires de rayonnage.

### Archives des finances et de la chambre de la Cour (Finanz- und Hofkammerarchiv)
Ce fonds réunit les archives de la chambre de la Cour, une administration chargée de la gestion des finances de la monarchie des Habsbourg fondée en 1527 et celles du ministère des Finances qui prend sa suite en 1848.

### Archives de famille, de cour et d’État (Haus-, Hof- und Staatsarchiv)

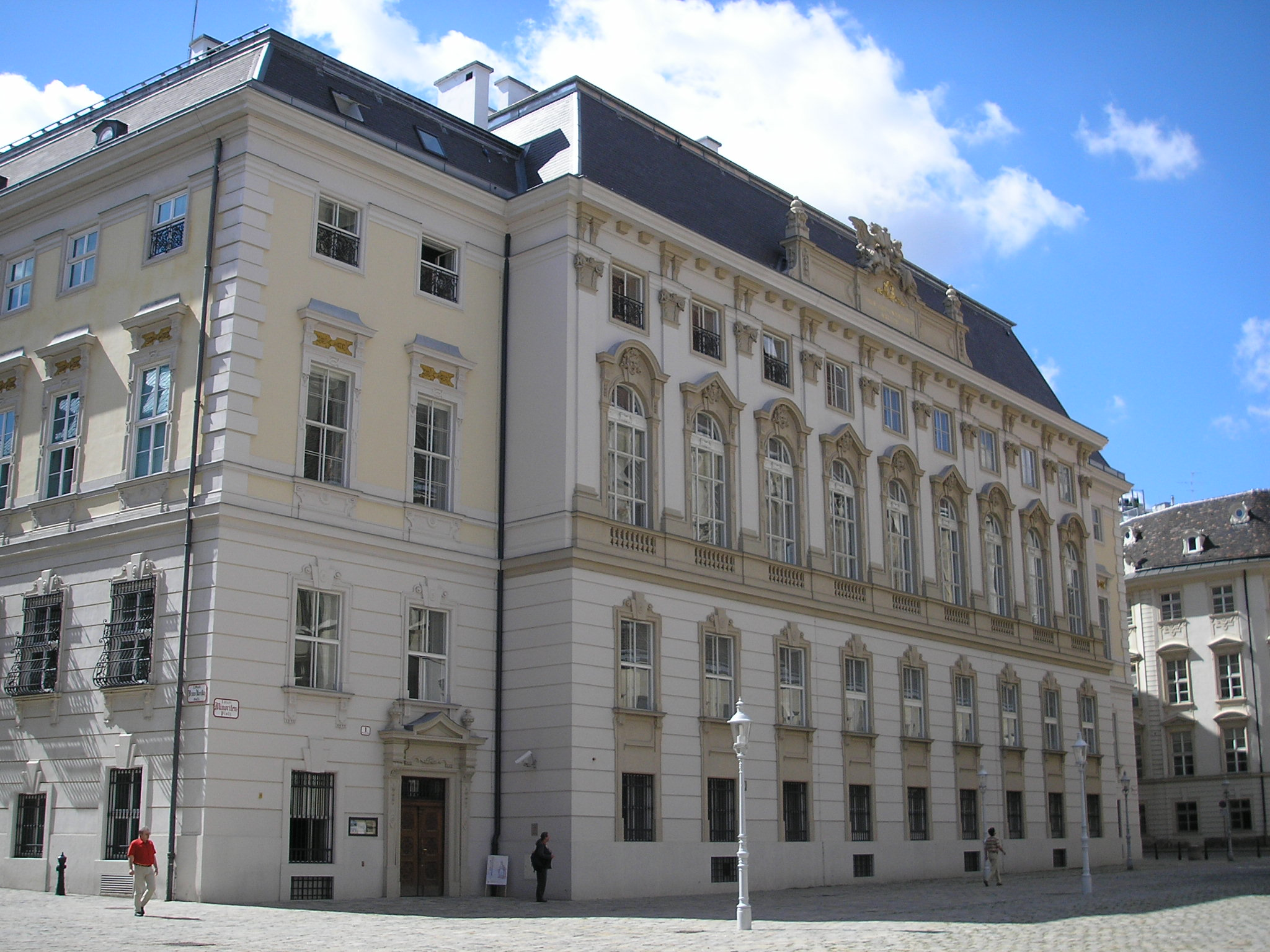
Le bâtiment des Archives de famille, de cour et d’État situé sur Minoritenplatz.

Cette composante des Archives d’État a été fondée en 1749 par Marie-Thérèse d'Autriche afin de réunir en un seul lieu les actes et chartes justifiant les droits des souverains de la famille des Habsbourg.  En raison de l'étendue géographique des possessions des Habsbourg, ces archives ont une dimension pour ainsi dire mondiale. Le plus ancien document de ce fonds est un acte signé par Louis le Pieux en 816, les plus récents remontent à 1918. Ceci représente un métrage linéaire de 16 km, dont 75 000 actes et chartes, 15 000 cartes et plans ainsi qu'environ 3 000 manuscrits.

### Archives militaires (Kriegsarchiv)
Ces archives représentent un volume de 50 km linéaires.

## Bibliothèque
Les Archives d’État maintiennent une très importante bibliothèque contenant 800 000 ouvrages. Les thématiques les plus importantes de cette bibliothèque sont l'histoire autrichienne, celle du Saint-Empire romain germanique, l'histoire militaire, celle des partis politiques, du droit, de l'administration et des transports autrichiens. D'autres sections portent sur l'archivistique, l'héraldique, la généalogie  et la géographie.

## Site officiel
- (de + en) Archives d’État autrichiennes